# International Baccalaureate
International Baccalaureate (IB, ранее International Baccalaureate Organization, сокр. IBO, в переводе с англ. — «Международный бакалавриат») — международный некоммерческий частный образовательный фонд, основанный в 1968 году. Штаб-квартира располагается в Женеве.
Организация является разработчиком и предлагает школам четыре международные образовательные программы для детей в возрасте от 3 до 19 лет:
- «Primary Years Programme» — программа, ориентированная на учащихся младших классов;
- «Middle Years Programme» — программа, ориентированная на учащихся средних классов;
- «Diploma Programme» — программа, ориентированная на учащихся старших классов;
- «Career-related Programme» — программа, ориентированная на учащихся старших классов.

Программы развивают интеллектуальные, эмоциональные, личностные, и социальные навыки учащихся, необходимые для того, чтобы жить, учиться и работать в современном обществе, которое быстро глобализируется. Как и в любой из образовательных программ, предусматривается изучение словесности, математики, естественных и гуманитарных дисциплин, информационных технологий и технологий проектирования, а также физической подготовки.
Ученики по завершении каждой из программ получают официальный документ (диплом или сертификат) установленного образца, который подтверждает их образовательный уровень (согласно выбранной программе), который даёт право продолжить обучение или получить работу в любом из государств, принявших эти программы (фактически — в любом из государств мира). По состоянию на 25 июня 2016 года программы приняты в 4527 школах 135 государств.
Для того, чтобы стать участником системы IB, школа должна обратиться в представительство International Baccalaureate, получить и ввести избранные программы и пройти процедуру авторизации, которая удостоверяет, что школа имеет все условия и обеспечивает образовательный уровень на уровне требований выбранных программ. Условия оговорены на сайте International Baccalaureate.

## История
Считается, что основные принципы процесса обучения, которые предлагаются в программах Международного бакалавриата, сформулировала выдающийся французский педагог Мари-Терез Моретт в 1948-м в работе «Методы обучения для мира».
Принципы Мари-Терез Моретт, и которые легли в основу образовательных программ International Baccalaureate, включают следующие:
- Принцип «синтетической географии» или «международной культуры», который изобрёл отец Мари-Терез, Поль Дюпюи — генеральный инспектор Высшей нормальной школы в Париже. Суть принципа заключается в том, что процесс обучения изначально вводит ребёнка в глобальную картину мира, как гражданина мира без акцентирования на первых порах внимания и знаний на стране, откуда родом ученик. Эти знания являются базисом для пополнения его знаниями о географии человечества, демографию, понятиями относительности между государствами и регионами.
- Преподавание истории начинается обычно позже, чем в большинстве национальных школ — не ранее 12-ти лет. Изучение истории начинается с мировой истории человечества, и только позже общая картина дополняется «вставками» национальной истории для осознания её относительности относительно мировой истории и её важности.
- Принцип полного двуязычия: английский и французский (официальные языки Лиги Наций) для освоения разных способов мышления, присущих этим языкам, чтобы понимать мышление своих собеседников (сравните с программой французского погружения).

В середине 1960-х последователи Мари-Терез, учителя Международной школы в Женеве, где в своё время работала Мари-Терез, создали «International Schools Examinations Syndicate» (ISES), который и стал прообразом International Baccalaureate Organization (IBO), созданной в 1968.
Первоначальная идея IBO заключалась в обеспечении школ учебными планами, получившими признание со стороны высших учебных заведений, с тем, чтобы выпускники могли выбирать высшее учебное заведение любого из государств мира, и гарантировать им таким образом международную мобильность. Эта идея привела к созданию «Программы для получения диплома» в 1968 году. В то же время, в 1994 году была основана «Программа средних лет», а в 1997 году «Программа ранних лет». Эти программы должны обеспечить возможность непрерывного и всестороннего обучения в рамках всех программ IBO. International Baccalaureate Organization при этом сопровождали свои программы в каждой из школ, оказывая им всестороннюю помощь и поддержку, и, вместе с тем, контролируя соблюдение школами требований с целью обеспечения надлежащего качества образования по программам. Четвёртой образовательной программой стала «Программа, связанная с карьерой», которая была введена в 2011 году.
Первый официальный экзамен для получения диплома Международного бакалавриата состоялся в 1970-м в 11-ти международных школах.
В 1980 насчитывалось 58 школ Международного бакалавриата в 27-и странах мира. Через десять лет, в 1990, количество школ возросло до 283, а количество стран — до 53. До 2000 года функционировало 946 международных «IB-школ» в ста странах мира. По состоянию на 2010 год количество школ возросло втрое и составило 2872 школы, расположенные в 138 странах мира. В 2020 году программа была реализована более чем в 5000 школ 150 стран мира.
В 2007 была проведена реорганизация, в результате чего название было изменено на «International Baccalaureate», а логотип на «IB». С этого времени логотип «IB» относится как к организации непосредственно, так и к любой из четырёх программ, или до дипломов или сертификатов, которые предоставляют IB-школы, и которые приобретаются по завершении программ. Школы, которые приняли хотя бы одну из IB-программ, также имеют возможность пользоваться этим логотипом на своих официальных документах.